# Championnat de Suisse de hockey sur glace 1961-1962
Saison précédente Saison suivante
La saison 1961-1962 est la 53e saison du championnat de Suisse de hockey sur glace.

## Ligue nationale A

### Classement
| Clt   | Équipe             | PJ | V  | D  | N | BP | BC | Diff | Pts |
| ----- | ------------------ | -- | -- | -- | - | -- | -- | ---- | --- |
| +001, | HC Viège           | 14 | 11 | 2  | 1 | 62 | 40 | +22  | 23  |
| +002, | CP Berne           | 14 | 10 | 4  | 0 | 82 | 41 | +41  | 20  |
| +003, | Zürcher SC         | 14 | 8  | 5  | 1 | 79 | 49 | +30  | 17  |
| +004, | HC Ambrì-Piotta    | 14 | 7  | 7  | 0 | 63 | 53 | +10  | 14  |
| +005, | SC Langnau         | 14 | 6  | 7  | 1 | 71 | 69 | +2   | 13  |
| +006, | Young Sprinters HC | 14 | 6  | 7  | 1 | 44 | 71 | -27  | 13  |
| +007, | HC Davos           | 14 | 5  | 9  | 0 | 36 | 49 | -13  | 10  |
| +008, | HC Bâle-Rotweiss   | 14 | 1  | 13 | 0 | 26 | 91 | -65  | 2   |

- Champion de Suisse
- En barrage de promotion/relégation LNA/LNB

 : Tenant du titre
Viège remporte le 1er titre de son histoire.

### Barrage de promotion/relégation LNA/LNB
- HC Bâle-Rotweiss - Villars HC 0-6 (0-2 0-1 0-3)
- Villars HC - HC Bâle-Rotweiss 7-1 (5-0 2-0 0-1)

Malgré leur défaite, les Bâlois sont sauvés par la Ligue, qui décide de faire passer la LNA de huit à dix équipes. Vainqueur du Groupe est de LNB, Kloten est lui automatiquement promu en LNA pour la première fois de son histoire.